# Hernandarias
Hernandarias is een stad en gemeente (in Paraguay un distrito genoemd) in het departement Alto Paraná.
Hernandarias telt 79.000 inwoners.

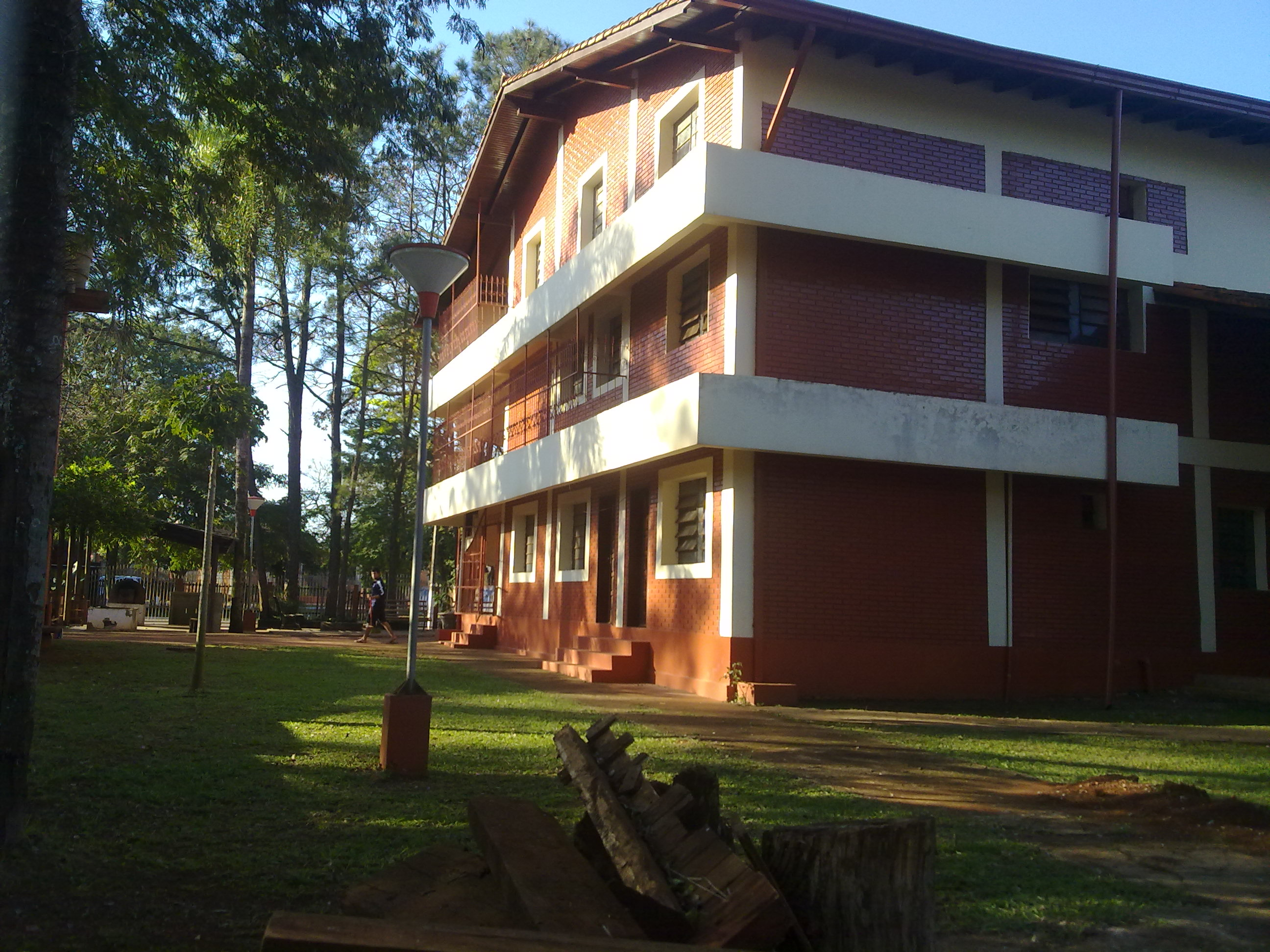
Kerk in Hernandarias
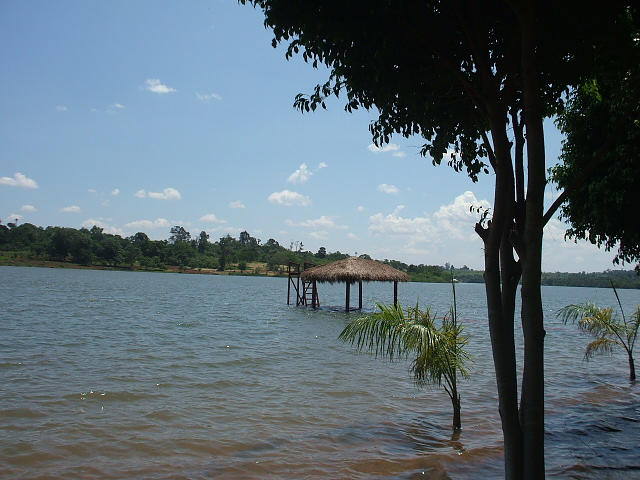
Rivier de Acaray
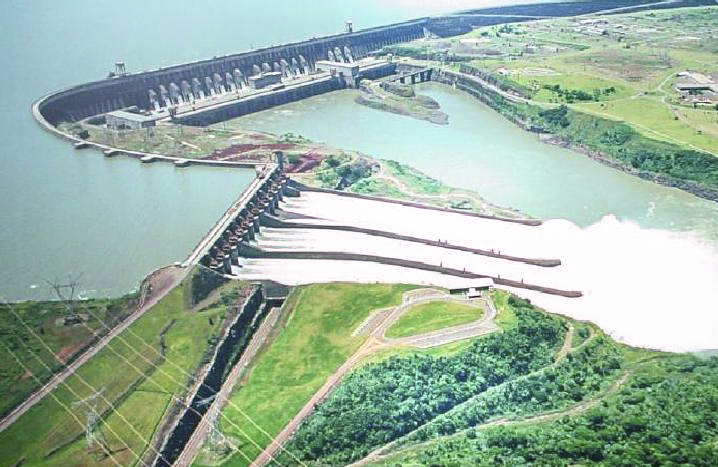
De Itaipudam